# كين تايلور (لاعب اتحاد الرغبي)
كين تايلور (بالإنجليزية: Ken Taylor)‏ هو لاعب اتحاد الرغبي نيوزيلندي، ولد في 30 نوفمبر 1957 في نيبيار في نيوزيلندا.